# William Gladstone
William Ewart Gladstone (Liverpool, Anglia, 1809. december 29. – Hawarden Castle, Wales, 1898. május 19.) angol liberális politikus, az Egyesült Királyság miniszterelnöke négy alkalommal (1868–1874, 1880–1885, 1886, 1892–1894).
Pályafutását tory képviselőként kezdte. A Liberális Párt (Liberal Party) egyik alapítója, 1867-től vezetője. Három évtizedig az ő és Disraeli rivalizálása határozta meg a brit politikai életet. Gladstone nevéhez fűződik a titkos szavazás bevezetése és a választójog kiszélesítése.

## Élete

### Ifjúkora, családja és tanulmányai
Gazdag kereskedő negyedik fiaként született, öt testvére volt. Tanulmányait a hagyományos brit elitképzőkben, Etonben (1821–1827) és Oxfordban (1828–1831) végezte. Az egyetemen klasszika-filológiából és matematikából egyaránt a legjobbak közé tartozott.
1839-ben feleségül vette a walesi whig báró, Sir Stephen Glynne lányát, Catherine-t, aki édesanyja révén rokoni kapcsolatban állt a befolyásos Grenville családdal is. A párnak nyolc gyermeke (négy fiú és négy lány) született. Házasságuk hatvan éve alatt Gladstone minden politikai eseményt megbeszélt feleségével, s nem volt olyan útja, amelyről ne számolt volna be levélben.

### Pályakezdése
Politikai pályafutása 1832 decemberében kezdődött, amikor Newark konzervatív képviselőjeként bejutott a parlamentbe. Első, 1833. júniusi felszólalásában a rabszolga-felszabadítás ellen szónokolt, védelmébe véve édesapjának a Nyugat-Indiák cukornádültetvényein lévő érdekeltségeit. Szónoki képességeinek köszönhette, hogy Robert Peel első kormányában helyettes államtitkárként szolgálhatott a gyarmatügyi hivatalban.

### Első miniszterelnöksége
Első kormányát 1868-ban alakíthatta meg. A következő évben megszüntette a protestáns ír egyház kiváltságos helyzetét, és vagyona egyharmadát jótékony célú és oktatási intézmények támogatására fordította. Az 1870-ben elfogadott földtörvény az ír bérlők helyzetét volt hivatott javítani, ez azonban nem járt sikerrel. A kormány 1874-ig megvalósított reformjai közé tartozott az egyházak támogatásának önkéntessé tétele, a választások titkosságának biztosítása és az elemi iskolák országos hálózatának kiépülése.

### Második miniszterelnöksége
„Jusson eszünkbe, hogy az Afganisztán hegyi falvaiban lakók életének szentsége éppoly sérthetetlen a Mindenható szemében, mint a miénk. Jusson eszünkbe, hogy ő, aki mindnyájunkat ugyanolyan hús-vér emberi lényeknek teremtett, a kölcsönös szeretet kötelékével kötött össze bennünket... amelyet nem korlátozott a keresztény civilizációra.”

– Gladstone külpolitikai alapelveiből

Az 1880-as választás több szempontból is mérföldkőnek számít: egyfelől Gladstone személyében – a midlothiani kampány során – először járt be egy jelölt korteskörutat, másfelől szinte kizárólag külpolitikai témákban mérkőztek meg egymással a felek. Gladstone – ellentétben Benjamin Disraelivel – elvetette a reálpolitikát, szerinte a hatékony külpolitika csakis az erkölcsön alapulhat. Ennek megfelelően az angol diplomácia számára a keresztényi erények követését és az emberi jogok tiszteletben tartását jelölte meg elsőrendű célként. Az európai erőegyensúllyal szemben a nagyhatalmak szövetségét, közös cselekvését szorgalmazta. Alapelveit már 1876-os, The Bulgarian Horrors and the Question of the East című, 200 ezer példányban megjelent pamfletjében kifejtette, amelyben minden egyén és nép számára szabadságot követelt, Európa államait pedig felszólította, hogy vessenek véget a törökök „sátáni orgiájának” Bulgáriában.
Választási győzelme után két évig a pénzügyminiszteri és az alsóházi vezetői teendőket is ellátta. 1881-ben új földtörvényt fogadtatott el az ír parasztság megsegítése céljából. Az 1884-ben megszavaztatott harmadik választójogi törvény pótolta az 1867-es, Disraeli-féle második némely hiányosságát. Mindenekelőtt újraosztottak 138 helyet a londoni, skót és ír választókerületek között. A vidéki háztulajdonosok és a minimum egy éve ott élő, legalább tíz fontot fizető bérlők körének bevonásával kétmillió falusi dolgozó jutott választójoghoz. A reform eredményeként 36 millió állampolgárból 5,6 millió felnőtt férfi (az angolok kétharmada, a skótok háromötöde) szavazhatott, de 40%-uk és a nők továbbra sem voltak jogosultak erre.
1885 nyarára Gladstone népszerűsége alaposan megcsappant, miután az angol csapatok nem tudták megmenteni a mahdista felkelők által Kartúmban körülzárt Gordon pasát. Kormánytöbbsége végül a szeszes italokra kivetendő adóról szóló vita során fogyott el.

### Harmadik és negyedik miniszterelnöksége
Fél évvel később harmadszor is a miniszterelnöki székbe ülhetett. 1886. április 8-án beterjesztette a Home Rule-t, az önálló ír parlamentről szóló törvényjavaslatot, amelyet júniusban 341 : 311 arányban elutasított az alsóház. Gladstone nemsokára ismét lemondott, és a felkínált grófi címet is visszautasította.
Az ellenzék vezére maradt egészen 1892 augusztusáig, amikor negyedszer is megkapta a kormányalakítási megbízást. Az ír önkormányzati törvényt végül hosszas viták után 1893. szeptember 1-jén elfogadta az alsóház. Egy héttel később azonban a felsőház elsöprő többséggel elutasította a reformot. Gladstone a továbbiakban már nem szólt bele érdemben az eseményekbe, 1894 tavaszán végleg visszavonult a politikai élettől.
Utolsó éveit Walesben töltötte, felesége családjának egykori kastélyában érte a halál 1898. május 19-én. A Westminster-apátságban temették el.

## Tudományos munkái, esszéi
Fiatalkorától érdeklődött a teológiai és egyházpolitikai kérdések iránt. E tárgyban közölt első művét (The State in Its Relations with the Church, 1838) Thomas Babington Macaulay olyan próbálkozásnak tartotta, amely nem elsősorban a benne foglaltak, hanem a szerző nyilvánvaló tehetsége miatt érdemel figyelmet. 1840-ben jelent meg a Church Principle Considered in Their Results. Gladstone figyelemmel kísérte az első vatikáni zsinat lefolyását, és több pamfletben (The Vatican Decrees in their Bearing on Civil Allegiance: A Political Expostulation, 1874; Rome and the Newest Fashions in Religion, 1875; Vaticanism, an Answer to Reproofs and Replies, 1875) is síkraszállt a lelkiismereti szabadság mellett és a pápai csalhatatlanság dogmája ellen.
Kedvelt költője volt Homérosz, életéről és koráról több könyvet publikált: a Studies on Homer and the Homeric age 1858-ban, a Homeric synchronism: an enquiry into the time and place of Homer 1876-ban látott napvilágot. E művei már keletkezésük idején is ódivatúnak hatottak, eredményeit többnyire kortársai sem vették komolyan. Ignotus így minősítette tudományos és esszéírói munkásságát a Nyugatban: „Gladstone nagy volt, mikor költségvetési beszédet mondott, középszerű volt, mikor teológiáról írt és dilettáns, mikor Homéroszról.”
1859-ben az Edinburgh-i Egyetem első rektora lett, 1877-ben pedig éppen Disraelit váltotta a Glasgow-i Egyetem rektori székében. 1873. május 21-én a Magyar Tudományos Akadémia tiszteleti tagjává választotta.

## Személyisége, kortársai róla
Híresen erkölcsös életet élt. 1840-től kezdve – még miniszterelnöki éveiben is – rendszeresen járta London utcáit, hogy a prostituáltakat rávegye foglalkozásuk megváltoztatására. Szabadidejében szívesen olvasott, énekelt, és kedvelt időtöltései közé tartozott a favágás is. Utóbbival kapcsolatban terjedt el az a tréfa, hogy ez az a miniszterelnöki tevékenység, amely semmiféle haszonnal nem jár a nemzetgazdaság számára.
Rajongói „a nép Vilmosának” nevezték, vagy egyszerűen a GOM (grand old man 'nagyszerű öreg') rövidítéssel jellemezték, amelyet Disraeli szerint God's only mistake-ként (azaz 'Isten egyetlen tévedéseként') kellett volna feloldani. A konzervatív pártvezér érzelmeiről mindent elárul sokat idézett bonmot-ja: „Ha Gladstone a Temzébe esne, az balszerencse lenne. Ám az lenne az igazi sorscsapás, ha ki is húznák onnan.” Disraelihez hasonlóan Bismarck kancellár is megvetette Gladstone-t: tehetségtelen politikusnak, szenteskedő szélhámosnak tartotta, aki csupán a szónoklás terén jeleskedik. (Gladstone számára viszont Bismarck volt a „gonosz megtestesülése”.) Viktória királynő egyszer így fakadt ki miniszterelnökéről: „Úgy beszél hozzám, mintha egy népgyűlés lennék!”

## Emlékezete
A Royal Historical Society 1998-ban, halálának centenáriumán emlékére Gladstone-díjat alapított olyan angol nyelven megjelent történelmi témájú könyvek számára, amelyek alapvetően nem a brit történelemmel foglalkoznak, és szerzőjük első önálló könyvének számítanak.

## Képgaléria

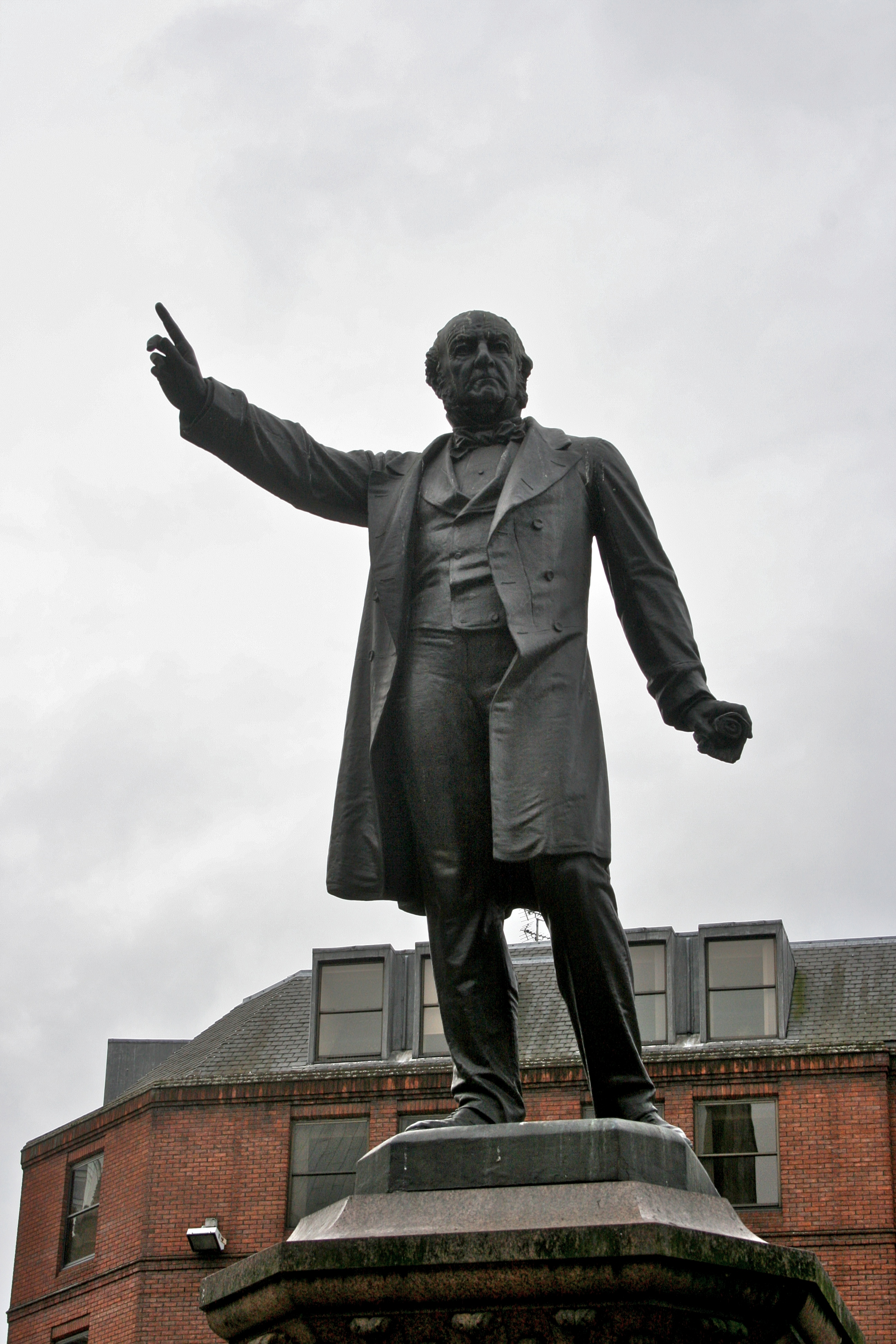
Szobra Manchesterben
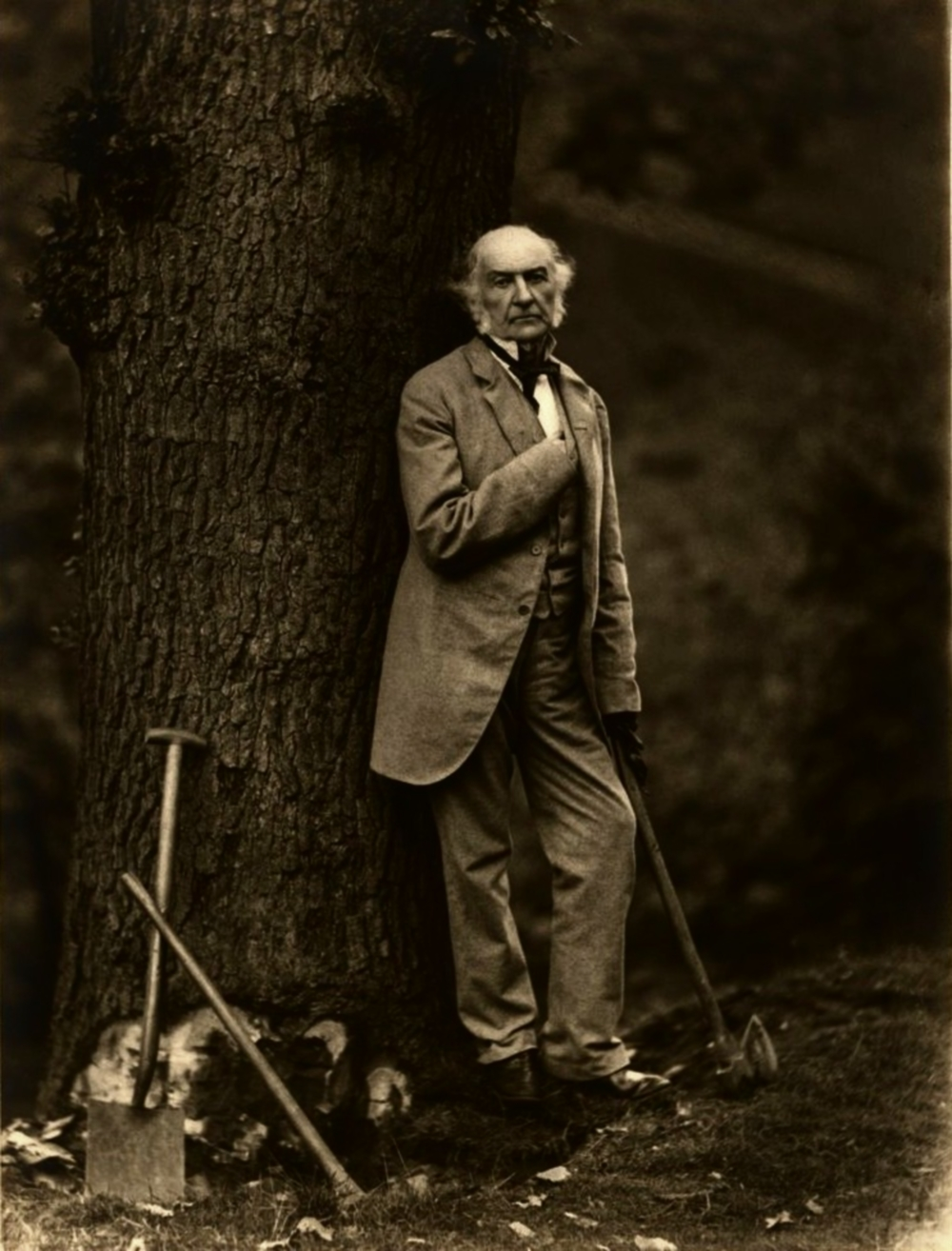
Az idős Gladstone a favágás szünetében
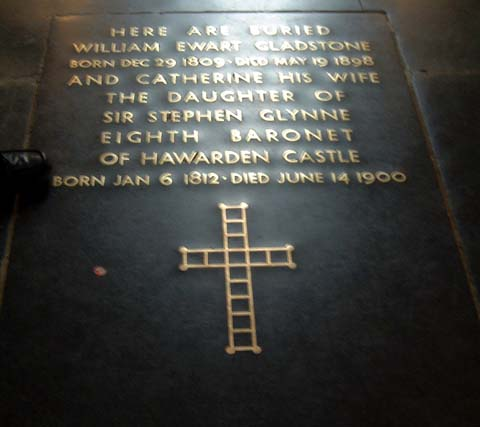
A Gladstone házaspár sírja
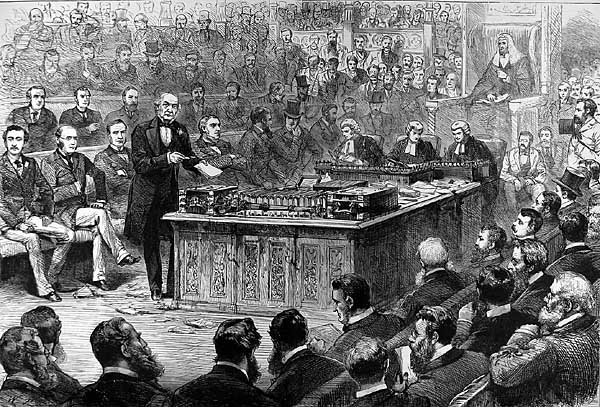
A Home Rule beterjesztése 1886. április 8-án
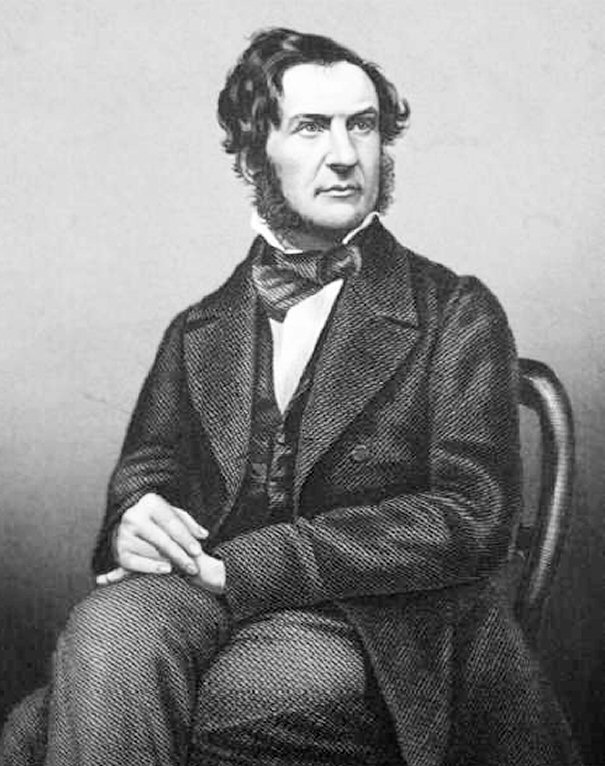
Gladstone 1860 körül
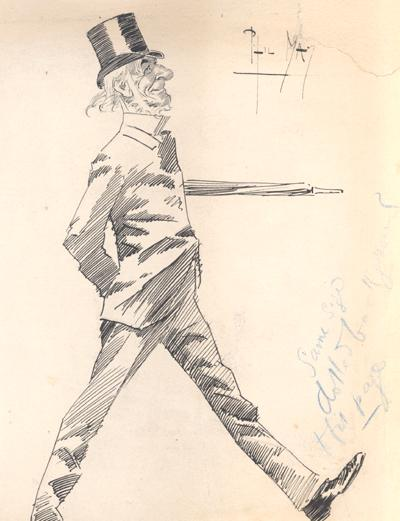
Gladstone Phil May karikatúráján